# Crisis Core: Final Fantasy VII
Crisis Core: Final Fantasy VII (クライシス コア ファイナルファンタジーVII Kuraishisu Koa - Fainaru Fantasī Sebun?) är ett japanskt äventyrsspel till spelkonsolen Playstation Portable. Spelet är det sjunde i serien av Final Fantasy VII-spel.